# Elisabeth Kopp
Elisabeth Kopp, född Iklé den 16 december 1936 i Zürich, död 7 april 2023 i Zumikon i kantonen Zürich, var en schweizisk politiker som var ledamot i Förbundsrådet 1984–1989 och tillika justitie- och polisminister under samma period. Hon var Schweiz första kvinnliga minister. Under 1989 var hon Förbundsrådets vicepresident.